# Cantó d'Alençon-1
El cantó d'Alençon-1 és un cantó francès del departament de l'Orne, situat al districte d'Alençon. Compta amb 17 municipi i el cap es Alençon.

## Municipis
- Alençon (part)
- Colombiers
- Condé-sur-Sarthe
- Cuissai
- Damigny
- La Ferrière-Bochard
- Gandelain
- Héloup
- Lalacelle
- Lonrai
- Mieuxcé
- Pacé
- La Roche-Mabile
- Saint-Céneri-le-Gérei
- Saint-Denis-sur-Sarthon
- Saint-Germain-du-Corbéis
- Saint-Nicolas-des-Bois

## Història
| Data d'elecció                           | Identitat     | Partit                        | Qualitat |
| ---------------------------------------- | ------------- | ----------------------------- | -------- |
| 1945-1970                                | Émile Janvier | RPF, després UNR, després UDR |          |
| 1970-1980                                | M. Barbe      | Divers droite                 |          |
| 1982-1988                                | André Artois  | UDF-CDS                       |          |
| 1988-                                    | Joaquim Pueyo | PS                            |          |
| les dades anteriors no són pas conegudes |               |                               |          |
|                                          |               |                               |          |